# Youngstown (Nowy Jork)
Youngstown – wieś w Stanach Zjednoczonych, w stanie Nowy Jork, w hrabstwie Niagara.
W roku 2023 jego populacja wynosiła 1846 osób.